# Alfaxalona
Alfaxalona é um agente esteróide para indução anestésica. A sua fórmula química é {\displaystyle {\ce {C21H32O3}}}.
Em 1971 foi associado à alfadolona e comercializado como Althesin e Saffran. A partir dessa associação foi desenvolvida a escala de Ramsay para a descrição dos efeitos da sedação.